# Цэрэн-Очирын Дамбадорж
Цэрэн-Очирын Дамбадорж (1900— 25 июня 1934) — монгольский политический деятель, руководитель Монгольской народно-революционной партии.

## Биография
Уроженец Урги. В период монархии учился в школе переводчиков в Иркутске, работал телеграфистом.
В годы Монгольской народной революции — комиссар Монгольской Народной армии. Участвовал в штурме Кяхтинского Маймачэна, весной—летом 1921 возглавлял западное народное правительство и западно-монгольское бюро Монгольской народной партии, сыграл важную роль в ликвидации белых в Западной Монголии.
Секретарь ЦК Монгольской народно-революционной партии (1921—1923, избран на I съезде), председатель ЦК МНРП в 1924—1928.
На VII съезде снят с занимаемого поста как правый уклонист.
Был направлен в Москву в качестве торгового представителя при посольстве Монголии. Умер там 25 июня 1934 года, возможно, в результате отравления.